# Юсупова, Сараджан Михайловна
Сараджан (Соро) Михайловна Юсупова (Сороҷон Юсуфова) (5 (18) мая 1910 — 15 мая 1966) — советский геохимик, академик АН Таджикской ССР (1951).

## Биография
Родилась по одним данным[уточнить] в Коканде, по другим[уточнить] — в Бухаре, дочь бухарского еврея.
Окончила Среднеазиатский государственный университет (САГУ) в Самарканде (1935, химический факультет), работала и училась в аспирантуре в Москве в Почвенном институте ВАСХНИЛ.
В 1940—1943 гг. научный сотрудник Геологического института АН Узбекской ССР, организовала и возглавила рентгено-минералогическую лабораторию. Затем вернулась в Москву в Почвенный институт ВАСХНИЛ.
В 1946—1952 гг. — в Институте геологии Таджикского филиала АН СССР, заведующая сектором геологии угля и нефти (1946—1952), зав. отделом общей геологии (1949—1952).
В 1948 году защитила докторскую диссертацию, посвящённую минералогии и геохимии.
С 1948 года заведующая кафедрой минералогии и петрографии в Таджикском университете в Сталинабаде (Душанбе). В 1950 г. утверждена в учёном звании профессора.
Умерла в Душанбе 15 мая 1966 года. Её именем назван Душанбинский горно-геологический техникум.
Основные работы посвящены исследованиям коллоидных минералов, вопросам геохимии целестина и изучению минеральных источников Таджикистана.
Академик АН Таджикской ССР (1951). Депутат Верховного Совета Таджикской ССР двух созывов. Заслуженный деятель науки и техники Таджикской ССР (1960). Награждена двумя орденами «Знак Почёта».
Скончалась 15 мая 1966 года, похоронена на Центральном кладбище Душанбе.

## Сочинения
- Коллоидно-химические свойства глин Узбекистана, Ташкент. 1941;
- Минералогические особенности лёссов Средней Азии, М., 1951; то же, Сталинабад, 1958.
- «Геология с элементами минералогии и петрографии» (1964). Учебник издан на таджикском языке